# Cerkiew św. Eufrozyny Połockiej w Białymstoku
Cerkiew pod wezwaniem św. Eufrozyny Połockiej – prawosławna cerkiew cmentarna w Białymstoku. Należy do parafii katedralnej św. Mikołaja w Białymstoku, w dekanacie Białystok diecezji białostocko-gdańskiej Polskiego Autokefalicznego Kościoła Prawosławnego.

## Położenie
Cerkiew znajduje się na założonym w 1987 cmentarzu prawosławnym w dzielnicy Leśna Dolina, przy ulicy św. Andrzeja Boboli 67.

## Historia

### Budowa cerkwi
Świątynię wzniesiono w latach 1990–1993 z inicjatywy ówczesnego proboszcza parafii katedralnej, ks. Serafima Żeleźniakowicza. Konsekracji cerkwi dokonał 1 listopada 1993 ówczesny arcybiskup białostocki i gdański Sawa (Hrycuniak).

## Architektura
Budowla murowana, jednokopułowa. Wszystkie nabożeństwa są celebrowane na górnej kondygnacji (o powierzchni 150 m²).

## Nabożeństwa
Oprócz nabożeństw żałobnych, w każdą sobotę odprawiana jest Święta Liturgia, a w I i III niedzielę miesiąca – akatyst w intencji zmarłych. Główne święta obchodzone są:
- w Sobotę Paschalną – uroczystość święcenia grobów;
- 5 czerwca (23 maja według starego stylu) – dzień wspomnienia patronki cerkwi, św. Eufrozyny Połockiej;
- 1 listopada (19 października według starego stylu) – uroczystość św. Jana Rylskiego; rocznica konsekracji cerkwi.